# Тэпан (станция метро)
«Тэпан» (кор. 대방역) — наземная станция Сеульского метро на Первой (Линия Кёнбусон) (экспресс и локальная) линии.
Она представлена двумя боковыми и одной островной платформами. Станция на 1 линии обслуживается Корейской национальной железнодорожной корпорацией (Korail). Расположена в квартале Синил 7-дон района Йондынпхогу города Сеул (Республика Корея). На станции установлены платформенные раздвижные двери.
На Первой линии поезда Кёнвон экспресс (GWː Gyeongwon) и Кёнкин экспресс (GI: Gyeongin) обслуживают станцию; Кёнбусон красный экспресс (GB: Gyeongbu red express) частично, Кёнбусон зелёный экспресс (SC: Gyeongbu green express) не обслуживают станцию.
Пассажиропоток — на 1 линии 32 897 чел/день (на 2012 год)